# Sztaniszlav
A Sztaniszlav (más néven Szaniszló-patak, ukránul: Станіслав [Sztanyiszlav]) patak Kárpátalján, a Fekete-Tisza jobb oldali mellékvize. Hossza 11 km, vízgyűjtő területe 33,1 km². Esése 70 ‰.
Feketetisza közelében ömlik a Fekete-Tiszába.